# Иккю Содзюн
Иккю Содзюн (яп. 一休 宗純 иккю: со:дзюн, 1 февраля 1394 года — 12 декабря 1481 года) — японский дзэн-буддийский монах, поэт, художник, каллиграф, мастер чайной церемонии и театра но. Представитель культуры Китаяма периода Муромати.

## Биография
Иккю Содзюн родился в 1394 году на окраине столицы Киото, в местности Сага. Он был внебрачным сыном Императора Го-Комацу. В 1399 году, когда Иккю было пять лет, его отдали в монастырь Анкоку-дзи школы Риндзай.
Иккю был одним из самых известных представителей классической средневековой культуры Японии. Иккю был известен как поэт, нежно описывавший женскую красоту. Он первым стал распространять дзэн среди простых людей и был первым учителем дзэн, принимавшим в ученики женщин. Иккю развивал своё учение Дзэн Красной Нити, которое он заимствовал у китайского мастера Кидо. Он считал, что тело и есть лотос истинного закона.
Иккю Содзюн много лет провёл в странствиях по стране, а в 80 лет стал настоятелем монастыря Дайтоку-дзи, который был разрушен в ходе гражданской войны, и восстановил его.
Иккю Содзюн был крупнейшим каллиграфом своей эпохи и основал школу монохромной живописи Сога. Он также оказал большое влияние на эстетику чайной церемонии в стиле ваби, искусство сухого дзэнского сада и сделал значительный вклад в развитие чайной церемонии.

## В современной культуре
Существует аниме-сериал Ikkyu-san, в котором описывается детство Иккю Содзюна. В 2005 году по результатам опроса телеканала TV Asahi, сериал Ikkyū-san вошёл в список 100 популярнейших аниме в Японии.